# Селенид европия(II)
Селенид европия(II) — бинарное неорганическое соединение
европия и селена с формулой EuSe,
чёрные кристаллы.

## Получение
- Нагревание стехиометрических количеств чистых веществ в вакуумированной ампуле:

{\displaystyle {\mathsf {Eu+Se\ {\xrightarrow {800^{o}C}}\ EuSe}}}
- Нагревание оксалата европия(II) с избытком селена в токе водорода:

{\displaystyle {\mathsf {EuC_{2}O_{4}+Se+H_{2}\ {\xrightarrow {800^{o}C}}\ EuSe+H_{2}O+CO_{2}+CO}}}

## Физические свойства
Селенид европия(II) образует чёрные (или коричневые) кристаллы
кубической сингонии,
пространственная группа F m3m,
параметры ячейки a = 0,6185 нм, Z = 4.
Ферромагнетик; температура Кюри 7 К.